# ルーテナントスティーヴンズ
ルーテナントスティーヴンズ (Lt. Stevens) はアメリカ合衆国で生産された競走馬および種牡馬。全兄にフロリダダービー、ブルーグラスステークス、アーリントンクラシックステークスなどの勝ち馬ライダン (Ridan) 。半姉にゲイムリーの母ガンベッタ (Gambetta)。全妹に1965年のアメリカ年度代表馬モカシン (Moccasin)と、スペシャルの母ソング (Thong)がいる。ルーテナントスティーヴンスと表記されることもある。

## 経歴
競走馬時代は1963年の2歳時にサラナックハンデキャップ、1964年の3歳時にJ.B.キャンベルハンデキャップを制した他、アーリントンクラシックステークスやアメリカンダービーで二着に入った。
1967年より種牡馬入りし、28歳時の1985年に死亡した。
ヤングコマンダーなどの後継種牡馬を残したが、父系は途絶えている。しかし母系においては血脈が受け継がれている。

## 主な産駒
- Young Commander / ヤングコマンダー（1973年生、種牡馬）
- Lieutenant's Lark / ルーテナンツラーク（1982年生、1986年ワシントンDCインターナショナル）

母の父としてのおもな産駒は以下のとおり。
- Lear Fan / リアファン（母Wac）
- Alysheba / アリシーバ（母Bel Sheba）

## 血統表
| ルーテナントスティーヴンズの血統（ナスルーラ系 / Blandford 5×3=15.63%、Sir Gallahad III 5×5=6.25%（父内）、Orby 5×5=6.25%（母内）） | ルーテナントスティーヴンズの血統（ナスルーラ系 / Blandford 5×3=15.63%、Sir Gallahad III 5×5=6.25%（父内）、Orby 5×5=6.25%（母内）） | ルーテナントスティーヴンズの血統（ナスルーラ系 / Blandford 5×3=15.63%、Sir Gallahad III 5×5=6.25%（父内）、Orby 5×5=6.25%（母内）） | （血統表の出典）         | （血統表の出典） |
| 父 Nantallah 1953 鹿毛 | 父の父Nasrullah 1940 鹿毛 | Nearco | Pharos                   | Pharos           |
| 父 Nantallah 1953 鹿毛 | 父の父Nasrullah 1940 鹿毛 | Nearco | Nogara                   |                  |
| 父 Nantallah 1953 鹿毛 | 父の父Nasrullah 1940 鹿毛 | Mumtaz Begum | Blenheim                 | Blenheim         |
| 父 Nantallah 1953 鹿毛 | 父の父Nasrullah 1940 鹿毛 | Mumtaz Begum | Mumtaz Mahal             |                  |
| 父 Nantallah 1953 鹿毛 | 父の母Shimmer 1945 鹿毛 | Flares | Gallant Fox              | Gallant Fox      |
| 父 Nantallah 1953 鹿毛 | 父の母Shimmer 1945 鹿毛 | Flares | Flambino                 |                  |
| 父 Nantallah 1953 鹿毛 | 父の母Shimmer 1945 鹿毛 | Broad Ripple | Stimulus                 | Stimulus         |
| 父 Nantallah 1953 鹿毛 | 父の母Shimmer 1945 鹿毛 | Broad Ripple | Hocus Pocus              |                  |
| 母 Rough Shod 1944 鹿毛 | 母の父Gold Bridge 1929 栗毛 | Golden Boss | The Boss                 | The Boss         |
| 母 Rough Shod 1944 鹿毛 | 母の父Gold Bridge 1929 栗毛 | Golden Boss | Golden Hen               |                  |
| 母 Rough Shod 1944 鹿毛 | 母の父Gold Bridge 1929 栗毛 | Flying Diadem | Diadumenos               | Diadumenos       |
| 母 Rough Shod 1944 鹿毛 | 母の父Gold Bridge 1929 栗毛 | Flying Diadem | Flying Bridge            |                  |
| 母 Rough Shod 1944 鹿毛 | 母の母Dalmary 1931 黒鹿毛 | Blandford | Swynford                 | Swynford         |
| 母 Rough Shod 1944 鹿毛 | 母の母Dalmary 1931 黒鹿毛 | Blandford | Blanche                  |                  |
| 母 Rough Shod 1944 鹿毛 | 母の母Dalmary 1931 黒鹿毛 | Simon's Shoes | Simon Square             | Simon Square     |
| 母 Rough Shod 1944 鹿毛 | 母の母Dalmary 1931 黒鹿毛 | Simon's Shoes | Goody Two-Shoes F-No.5-h |                  |

- 祖母のDalmaryは1934年のヨークシャーオークス優勝馬。